# C*-algebra
En C*-algebra (Läs: C-stjärne-algebra) är en speciell sorts operatoralgebra. Den infördes först av John von Neumann, i samband med hans arbeten med att ge kvantmekaniken en matematiskt tillfredsställande framställning. Framförallt beskrev von Neumann i sitt arbete en speciell sorts C*-algebra som senare fick samlingsnamnet von Neumann-algebra.

## Definition
Vanligen brukar man nämna två olika definitioner av C*-algebror: en konkret och en abstrakt. De är ekvivalenta, men att den abstrakta definitionen implicerar den konkreta visades först år 1943 av matematikerna Israel Gelfand och Mark Naimark.

### Konkret definition
Den konkreta definitionen av en C*-algebra är som en delalgebra av B(H), algebran av begränsade operatorer på ett komplext Hilbertrum H, som är sluten under adjunkter (*), samt sluten med avseende på topologin på B(H) som ges av operatornormen. Denna topologin kallas ofta normtopologin, för att särskilja den från ett antal andra topologier som brukar ges B(H). Denna topologi är den starkaste av dessa.

### Abstrakt definition
Den abstrakta definitionen gavs, som ovan nämnts, av Gelfand och Naimark 1943. 
Nu definieras en C*-algebra som en Banachalgebra A över {\displaystyle \mathbb {C} }, tillsammans med en avbildning {\displaystyle *:A\rightarrow A} som kallas en involution. Den uppfyller följande egenskaper: 
- För alla x,y i A gäller

{\displaystyle (x+y)^{*}=x^{*}+y^{*}}
{\displaystyle (xy)^{*}=y^{*}x^{*}}
- För varje λ i {\displaystyle \mathbb {C} } och varje x i A gäller

{\displaystyle (\lambda x)^{*}={\overline {\lambda }}x^{*}}
- För varje x i A gäller

{\displaystyle (x^{*})^{*}=x}
- Normen uppfyller C*-egenskapen. Detta innebär att:

{\displaystyle \|x^{*}x\|=\|x\|^{2}}

## Exempel
Ett konkret exempel på en C*-algebra är {\displaystyle M_{n}(\mathbb {C} )}, algebran bestående av nxn-matriser över {\displaystyle \mathbb {C} }. Denna är ju en algebra av begränsade operatorer på Hilbertrummet {\displaystyle \mathbb {C} ^{n}}, och är en Banachalgebra under valfri operatornorm. Involutionen är i detta fall hermiteskt konjugat.
Allmänt, om {\displaystyle S\subset B(H)} är en mängd operatorer, så genererar S en C*-algebra på ett naturligt sätt: Om P är mängden av ändliga produkter av element i {\displaystyle S\cup S^{*}} så är mängden av alla ändliga linjärkombinationer av element i P sluten under adjunktoperationen. Det slutna höljet av denna mängd i normtopologin är då den minsta C*-algebran som innehåller S. Denna kallas även för C*-algebran genererad av S.
{\displaystyle L^{\infty }(\mu )}, rummet av komplexvärda funktioner som är begränsade nästan överallt, är en kommutativ C*-algebra. Normen ges av {\displaystyle \|f\|_{\infty }:=\inf\{C\geq 0:|f(x)|\leq C\}} (för nästan alla x). Involutionen ges av {\displaystyle f^{*}(p)={\overline {f(p)}},p\in X}. Denna algebra är även en von Neumann-algebra. Om X är ett lokalt kompakt Hausdorffrum är C(X), mängden av komplexvärda kontinuerliga funktioner på X, också en C*-algebra, med motsvarande involution och norm.  
von Neumann-algebror är också C*-algebror. En von Neumann-algebra är nämligen en operatoralgebra, med en involution som uppfyller samma egenskaper som för en C*-algebra, men som är sluten under den svaga operatortopologin. Eftersom denna är svagare än normtopologin, är således en von Neumann-algebra även sluten under normtopologin, och därmed en C*-algebra.

## Egenskaper
En kommutativ C*-algebra A är *-isomorf med {\displaystyle C_{0}(X)}, där X består av alla nollskiljda *-homomorfier från A till C. Topologin på {\displaystyle X} är den s.k. svaga-*-topologin. Med denna topologi är X ett lokalt kompakt Hausdorffrum, som är kompakt omm A har multiplikativ identitet. Denna representation av A kallas Gelfandrepresentationen och X brukar kallas spektrum eller Gelfandspektrum av A. Det finns nämligen kopplingar både till begreppet spektrum i ringteori och begreppet spektrum i klassisk funktionalanalys. För en C*-algebra med identitet gäller nämligen att σ(x), spektrum för ett element i A, är mängden {\displaystyle \{f(x):f\in X\}}.